# Sigilliocopina
Sigilliocopina – podrząd małżoraczków z podgromady Podocopa i rzędu Podocopida.
Małżoraczki o asymetrycznym, wzdęto-jajowatym karapaksie, którego lewa klapa silnie nachodzi na prawą, a powierzchnia jest zwykle gładka. Zamek typu merodontycznego. Odciski mięśni zwieraczów zgrupowane są po 20 do 35 sztuk w agregaty. Głaszczki żuwaczek bez grzebyków szczecinek po bokach. Tył ciała jest zaopatrzony w poprzeczne listewki i dużą, blaszkowatą furkę o dość tęgo zbudowanych pazurkach. U samców występuje narząd Zenkera o spiralnym umięśnieniu. Zwapniała blaszka wewnętrzna (lamella) wąska.
Rozprzestrzenione okołotropikalnie. Zasiedlają wody morskie. Związane z rafami. Rzadko spotkane.
Dotąd opisano 8 gatunków współczesnych współczesnych. Grupuje się je w 2 rodzinach zaliczanych do nadrodziny Sigillioidea Mandelstam, 1960:
- Saipanettidae Mackenzie, 1968
- Sigilliidae Mandelstam, 1960